# تشارلز مارتن كراندال
تشارلز مارتن كراندال (بالإنجليزية: Charles Martin Crandall) هو مخترِع أمريكي، ولد في 30 مايو 1833 في مونتروز في الولايات المتحدة، وتوفي في 25 يونيو 1905 في ويفرلي (نيويورك) في الولايات المتحدة.